# 1837 год в литературе

## Книги
- «Восточная поэма на смерть Пушкина» — поэма Мирзы Фатали Ахундова (впервые опубликовано в 1837 году в Москве).
- «Всеобщая история Питера Парли» (Peter Parley’s Universal History) — сборник произведений американского писателя Натаниеля Готорна.
- «Два студента» — рассказ Владимира Соллогуба.
- «Дважды рассказанные рассказы» (Twice-Told Tales) — сборник рассказов Натаниеля Готорна (переиздан в 1842).
- «Илльская Венера» (La Vénus d’Ille) — новелла Проспера Мериме (в том же году переведена на русский язык).
- «Опыт доктора Хейдеггера» — новелла Натаниела Готорна.
- «Песнь о Роланде» — первое издание, воскресившее из забвения великую поэму Средневековья.
- «Похождения Митрофанушки в Луне» — произведение Фаддея Булгарина.
- «Смерть Поэта» — стихотворение Михаила Лермонтова (впервые опубликовано в 1856 году в Лондоне).
- «Ундина» — поэма Василия Жуковского.
- «Мопра́» — роман Жорж Санд, впервые опубликованный в 1837 году (написанный в 1836 году в Ноане).
- «Посмертные записки Пиквикского клуба» — первый роман Чарльза Диккенса, впервые выпущенный в 1836—1837 годах.

## Родились
- 30 января — Августа Вебстер, английская писательница, поэтесса, драматург, эссеист, переводчик (умерла в 1894).
- 2 мая — Всеволод Дмитриевич Костомаров, русский поэт-переводчик (умер в 1865).
- 26 июля (7 августа) — Константин Константинович Случевский, русский поэт и прозаик (умер в 1904).
- 26 августа — Эмиль Энгельманн, немецкий поэт, прозаик (умер в 1900).
- 1 ноября — Жозе Магальяйнш, бразильский прозаик (умер в 1898).
- 21 ноября — Марк Ландау, австрийский писатель (умер в 11918).

## Умерли
- 6 февраля — Иоганн-Андерс Вадман, шведский поэт (род. в 1777).
- 10 февраля — Александр Сергеевич Пушкин, русский поэт (родился в 1799).
- 1 апреля — Каролина Шталь, немецкая детская писательница (родилась в 1776)[1].
- 14 июня — Джакомо Леопарди, итальянский поэт (родился в 1798).
- 19 июня — Александр Александрович Бестужев-Марлинский, русский писатель, критик, публицист; декабрист (родился в 1797).
- 15 октября — Иван Иванович Дмитриев, русский поэт, баснописец, государственный деятель (родился в 1760).
- 28 августа — Карл-Людвиг Костенобль, немецкий и австрийский актёр и драматург (родился в 1769).